# Weduwe Couderc
Weduwe Couderc (oorspronkelijke titel: La Veuve Couderc) is een psychologische roman annex misdaadroman van de Franstalige Belgische auteur Georges Simenon. Het Franse origineel werd uitgegeven door uitgeverij Gallimard in 1942.
De roman werd in 1971 verfilmd door Pierre Granier-Deferre, met Simone Signoret en Alain Delon in de hoofdrollen.
Volgens André Gide, winnaar van de Nobelprijs 1947, vertoont Weduwe Couderc 'opvallende parallellen' met L'Étranger van Albert Camus, een roman die in hetzelfde jaar bij dezelfde uitgever verscheen, maar gaat Simenons roman 'nog veel verder'.

## Samenvatting
Na vijf jaar gevangenis wordt Jean, een losgeslagen rijkeluiszoon die een moord op zijn geweten heeft, als boerenknecht in dienst genomen door Tati, bijnaam van weduwe Couderc, een alleenstaande boerin. Alles scheidt deze twee mensen - hun leeftijd, hun sociale afkomst -, maar er ontwikkelt zich tussen hen een intieme verhouding. Als Tati, verwond na een ruzie met haar twee zusters, het bed moet houden, verzorgt Jean haar. Hij ontfermt zich over het boerenwerk. Intussen zoekt hij toenadering tot Félicie, het jonge nichtje van Tati. Daarmee wekt hij bij deze laatste een gruwelijke jaloezie en roept hij andermaal het noodlot over zich af.

## Nederlandse vertaling
- Weduwe Couderc verscheen in 2016 in een vertaling van Martin de Haan bij De Bezige Bij. Eerdere vertalingen, onder de titel De weduwe Couderc, verschenen in 1969 bij Bruna en in 2003 bij Atlas/Pandora, respectievelijk van de hand van G.J. van Wagensveld en van W. Schepens.